# Bajdar Szamsu
Bajdar Szamsu (arab. بيدر شمسو) – wieś w Syrii, w muhafazie Idlib. W 2004 roku liczyła 768 mieszkańców.